# Acacia bifaria
Acacia bifaria är en ärtväxtart som beskrevs av Bruce R. Maslin. Acacia bifaria ingår i släktet akacior, och familjen ärtväxter. IUCN kategoriserar arten globalt som starkt hotad. Inga underarter finns listade i Catalogue of Life.